# Galswintha

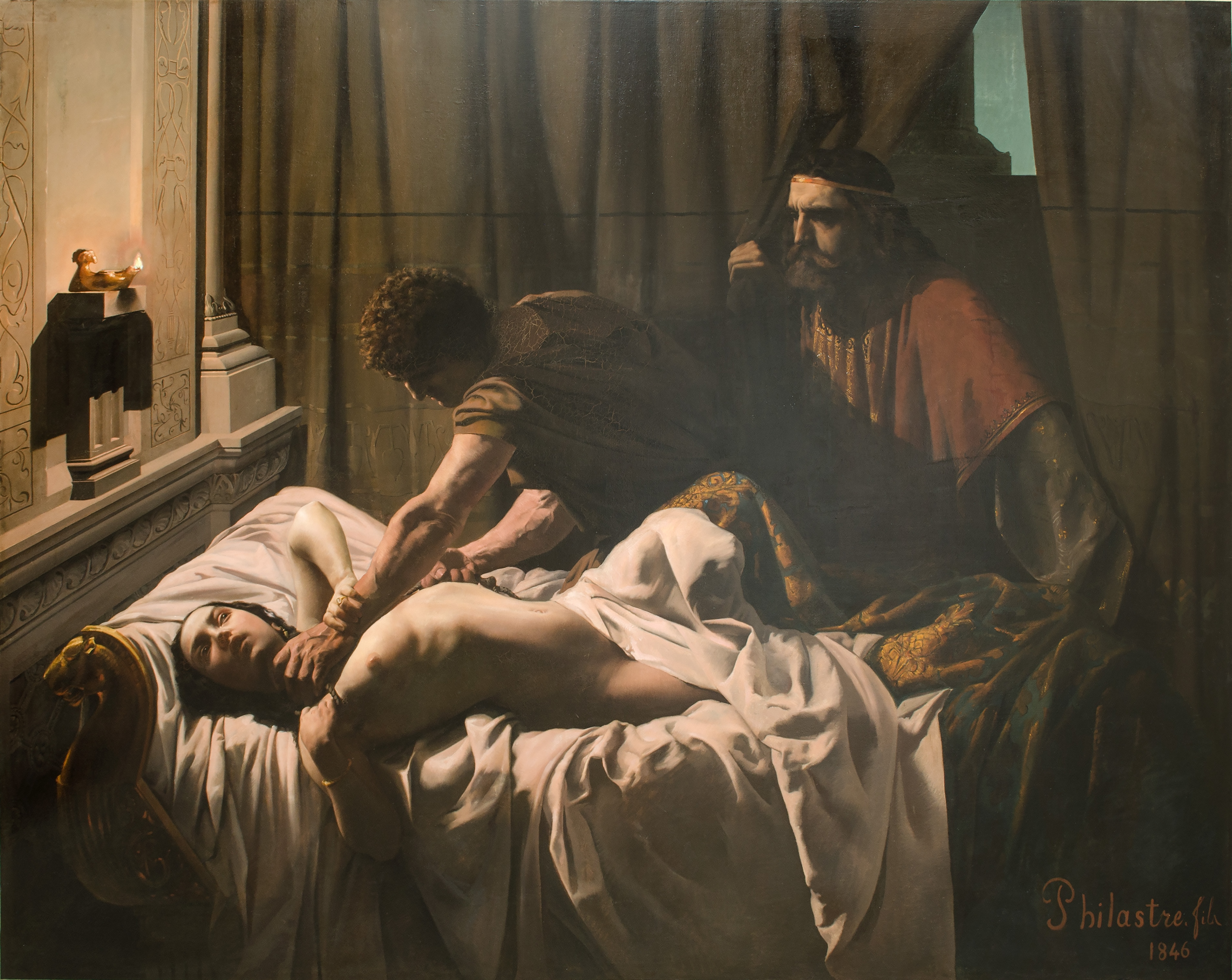
Dood van koningin Galswintha (19e-eeuws schilderij)

Koningin Galswintha of Galeswintha (540-568) was de dochter van Athanagild, de Visigotische koning van Hispania (het Iberisch Schiereiland en bestaand uit het huidige Spanje en Portugal) en zijn vrouw Goiswintha. Galswintha was de zuster van Brunhilde, de koningin van Austrasië, en de tweede vrouw van Chilperic I, de Merovingische koning van Neustrië.
Galswintha en Chilperic traden in 567 in Rouen in huwelijk, maar al snel daarna (in 568) werd Galswintha op instigatie van Chilperics minnares Fredegonde vermoord. Deze laatste werd vervolgens de derde vrouw van Chilperic. In 584 werd Chilperic op zijn beurt vermoord door Fredegonde.
De moord op Galswintha wekte de vijandschap op van haar zus Brunhilde tegen Chilperic en Fredegonde. Als gevolg van deze vijandschap ontstond er een lange periode (circa veertig jaar) van strijd tussen de Frankische koningen Chilperik I van Neustrië en Sigebert I van Austrasië en hun opvolgers. Brunhilde werd eveneens vermoord, echter pas in 613.

## Voetnoten
1. ↑   Koninkrijk Neustrië (561-584)